# البويدر (الرقة)
البويدر قرية سورية تتبع ناحية سلوك في منطقة تل أبيض في محافظة الرقة. بلغ عدد سكانها 14 نسمة في عام 2004 حسب إحصاء المكتب المركزي للإحصاء.